# Entente Sportive Le Cannet-Rocheville Volley-Ball 2008-2009
Questa voce raccoglie le informazioni riguardanti l'Entente Sportive Le Cannet-Rocheville Volley-Ball nelle competizioni ufficiali della stagione 2008-2009.

## Organigramma societario
Area direttiva
- Presidente: Daniel Bussani

Area tecnica
- Allenatore: Mladen Kasić
- Allenatore in seconda: David Françoise

## Rosa
| N° | Nome                | Ruolo | Data di nascita   | Nazionalità sportiva |
| -- | ------------------- | ----- | ----------------- | -------------------- |
| 1  | Vesna Jovanović     | C     | 27 ottobre 1983   | Serbia               |
| 3  | Frédérique Fillon   | S     | 26 settembre 1977 | Francia              |
| 4  | Titia Sustring      | S     | 27 aprile 1979    | Paesi Bassi          |
| 5  | Florentina Nedelcu  | S     | 26 marzo 1976     | Romania              |
| 7  | Quinta Steenbergen  | C     | 2 aprile 1985     | Paesi Bassi          |
| 8  | Vanessa Folcheris   | P     | 26 maggio 1985    | Francia              |
| 10 | Estelle Quérard     | L     | 19 marzo 1979     | Francia              |
| 11 | Nassira Camara      | O     | 28 giugno 1983    | Francia              |
| 12 | Nathalie Dambendzet | C     | 5 luglio 1975     | Ungheria             |
| 13 | Ivana Zburová       | P     | 30 aprile 1984    | Slovacchia           |